# Camp Justice (Irak)

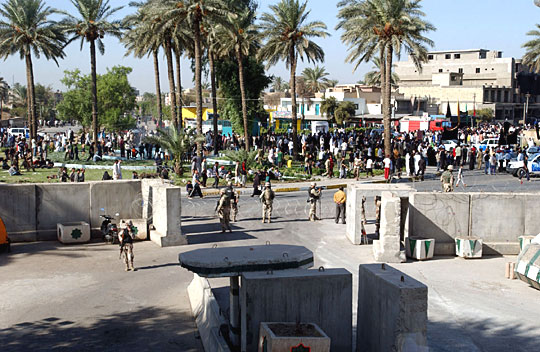
Des pèlerins défilent devant Camp Justice en 2004.

Camp Justice (également connu sous le nom de Camp Al-Adala) était une base militaire conjointe irako-américaine  dans le district de Kadhimiya à Bagdad, en Irak.

## Étymologie
L'emplacement a été renommé « Camp Banzai » à la mi-septembre 2004 dans le cadre d'un effort visant à donner aux installations de l'armée autour de Bagdad des noms plus conviviaux.

## Histoire
Camp Justice a été le lieu de l'exécution de Saddam Hussein en 2006 des pendaisons en 2007 de Barzan Ibrahim al-Tikriti, Awad Hamed al-Bandar et Taha Yassin Ramada, ainsi que de celles, en 2010, d'Ali Hassan al-Majid.
L'ancien président de l'Irak, Saddam Hussein a été exécuté vers 03h00 UTC le 30 décembre 2006. Deux semaines plus tard, le 15 janvier 2007, Barzan Ibrahim al-Tikriti, ancien chef du service de renseignement irakien, et Awad Hamed al-Bandar, ancien chef du tribunal révolutionnaire irakien, ont également été exécutés par pendaison sur ce site.
Deux mois et cinq jours après l'exécution de Barzan Ibrahim al-Tikriti et Awad Hamed al-Bandar, l'ancien député et ancien vice-président de Saddam Hussein, Taha Yassin Ramadan, fut également pendu le 20 mars 2007 (initialement condamné à la prison à vie le 5 novembre 2006, sa peine fut transformée en condamnation à mort trois mois et une semaine plus tard). De même, Ali Hassan al-Majid fut pendu le 25 janvier 2010, après avoir reçu quatre condamnations à mort .

## Établissements correctionnels
Les femmes condamnées à mort en Irak sont détenues dans le quartier des condamnés à mort de Shaaba Khamsa au Camp Justice. En 2014, le couloir de la mort pour femmes adultes comptait 36 femmes ainsi que des enfants, même si l'établissement n'était destiné qu'à accueillir 25 femmes .